# Porzsolt Borbála
Porzsolt Borbála (Barátos, 1933. november 1. – Marosvásárhely, 2021. június 4. előtt) erdélyi magyar festőművész.

## Életútja
Kézdivásárhelyen tanítói oklevelet szerzett (1952), művészeti tanulmányait a kolozsvári Ion Andreescu Képzőművészeti Főiskola festészeti szakán végezte (1958). Marosvásárhelyen megtelepedve a festészeten kívül grafikai tervezéssel, textilművészettel és üvegművességgel is foglalkozott. Illusztrált IV–VIII. osztályos magyar irodalomkönyveket és szövegképeket készített Kemény János, Szilágyi Domokos, Horváth István verseihez, Székely János Itthon vagyok (1961) és Nagy Olga A három táltos varjú (1958) című kötetéhez. Alkotásaival 1966-ban részt vett a prágai nemzetközi könyvszalon-kiállításon.